# 6622 Matvienko
6622 Matvienko (1978 RG1) là một tiểu hành tinh nằm phía ngoài của vành đai chính được phát hiện ngày 5 tháng 9 năm 1978 bởi N. S. Chernykh ở Đài vật lý thiên văn Crimean.